# Young Thugs: Nostalgia
Young Thugs: Nostalgia (岸和田少年愚連隊・望郷?, Kishiwada Shōnen Gurentai: Bōkyō) è un film del 1998, diretto da Takashi Miike, tratto da un racconto di Riichi Nakaba. È il prequel di Young Thugs: Innocent Blood, diretto da Takashi Miike nel 1997 e il terzo e ultimo lungometraggio di una trilogia iniziata nel 1996 con Kishiwada shōnen gurentai, diretto da Kazuyuki Izutsu.

## Trama
anno 56 dell'Era Shōwa (1969): a Kishiwada, Emiko dà alla luce un bambino, che viene chiamato dal padre Riichi, come una tessera del mahjong. Toshio, il padre di Riichi, è un uomo dedito all'alcool e al gioco d'azzardo, senza un lavoro. L'unica persona che mantiene la famiglia è quindi la madre Emiko, che lavora in una fabbrica. Con la famiglia di Riichi vive anche il nonno Yoshikazu, padre di Toshio.
Una volta cresciuto, il piccolo Riichi passa il suo tempo scatenando risse insieme agli amici Tetsuo e Yūji, soprattutto contro Sada. Le risse del bambino vengono vissute dalla famiglia come una cosa giusta, atte a temprare il suo corpo e il suo carattere. L'unica persona che tenta di aiutare Riichi è la professoressa Ito. Il bambino si innamora quindi di lei e arriva persino a minacciare il suo fidanzato che l'ha fatta piangere. La professoressa si reca a casa di Riichi, per parlare con i suoi genitori, ma viene aggredita da Toshio, che per punizione viene sodomizzato da Yoshikazu con un manico di scopa.
Quando Toshio porta a casa una sua amante, la spogliarellista Akemi, Emiko lascia la famiglia, seguito da Riichi, che decide di partire con Tetsuo e Yūji, destinazione l'isola di Shikoku. Il viaggio però termina presto, in quanto i tre bambini si accorgono che l'isola è molto distante, e Riichi incontra un pescatore che sta dipingendo. Questi spiega a Riichi che la cosa importante non è spostarsi fisicamente per raggiungere la felicità, bensì lasciar correre l'immaginazione.
Una volta tornati a Kishiwada, i tre bambini decidono di costruire un modellino della sonda lunare Apollo 11, impegnata nello sbarco sulla Luna. La costruzione del progetto viene però rovinata da Sada, che distrugge insieme alla sua banda il modellino e aggredisce Tetsuo. Riichi e Yūji accorrono e aggrediscono gli altri bambini, quindi li costringono a ricostruire l'opera, che vince il primo premio a scuola.
Intanto la madre di Riichi torna a casa, e scopre alla televisione che Toshio è impegnato negli scontri tra la polizia e gli studenti. Una volta tornato a casa Toshio, Emiko si allontana nuovamente. Riichi aggredisce quindi il padre a colpi di mazza da baseball e la lotta tra i due si trasforma in una farsa davanti agli occhi divertiti del nonno Yoshikazu.
Riichi si fa rasare completamente i capelli, quindi torna a casa trovando la madre ad accoglierlo. Toshio passa su una bicicletta e propone al figlio di fare una passeggiata. Lui accetta e i due si allontanano, lasciando sola Emiko.

## Collegamenti ad altre pellicole
- Il film è il prequel di Young Thugs: Innocent Blood, diretto da Miike nel 1997. I personaggi sono gli stessi, ma mentre il film precedente si focalizzava sul passaggio tra l'adolescenza e la maturità, in questo caso si racconta il passaggio dei protagonisti dall'infanzia all'adolescenza, a cavallo tra il 1969 e il 1970. Nel film appare brevemente anche Ryōko, la futura ragazza di Riichi. Il suo nome non viene pronunciato, ma appare in una sequenza in cui scopre il suo primo ciclo mestruale, quindi verso la fine del film, quando incrocia per strada Riichi, che la saluta timidamente.